# Link's Crossbow Training
Link's Crossbow Training é um jogo lançado em 2007 para o console de videogame Wii, densenvolvido pela Nintendo e criado para servir de introdução ao Wii Zapper.
Diferente dos outros jogos da série The Legend of Zelda, em Link's Crossbow Training o jogador deve apontar o acessório para a tela e atirar flechas com o objetivo de acertar alvos e inimigos. Foi lançado primeiramente na América do Norte e mais tarde na Europa e no Japão. Os cenários e personagens do jogo são de The Legend of Zelda: Twilight Princess.

## Jogabilidade
Em Link's Crossbow Training o jogador revê o mundo de The Legend of Zelda: Twilight Princess e assume o controle do protagonista da série Zelda, Link. O jogador deve passar por diversos testes, ganhando pontos e consequentemente medalhas que vão desde bronze até platina. Usa-se o Wii Zapper para atirar e sua jogabilidade é muito simples.

## Modos de jogo
Link's Crossbow Training tem no total 9 níveis e o objetivo é atingir o melhor ponto possível dentro do tempo limite, esses níveis são divididos em três estilos principais de jogo:
- Target Shooter - Nos níveis do "Target Shooter" o jogador deve atirar com o seu arco e flecha nos alvos, a dificuldade é aumentada nos níveis mais avançados.[4]
- Defender - Nos níveis "Defender" o jogador permanece parado em um certo lugar e deve atirar em diversos monstros para ganhar pontos.[4]
- Ranger - Nos níveis "Ranger" o jogador assume o controle total sobre Link, usando assim o Nunchuk, deve atirar em monstros e em alguns objetos para ganhar pontos.[4]

Em alguns níveis, Link luta com chefes, todos eles com pontos fracos que o jogador deve descobrir.
Link's Crossbow Training ainda tem um modo Multiplayer, em que dois jogadores competem para conseguir a pontuação mais elevada.